# Revenge (sèrie de televisió)
Revenge és un drama de televisió nord-americana inspirat en la novel·la d'Alexandre Dumas: El comte de Montecristo.
És protagonitzada per Madeleine Stowe i Emily VanCamp. Es va estrenar a la cadena ABC el 21 de setembre de 2011. L'episodi pilot es va estrenar al lloc web de la cadena com a acompanyant d'Amazon Kindle. La cadena va encarregar una temporada completa per a la sèrie el 13 d'octubre de 2011. La sèrie va acabar després de quatre temporades a ABC, i l'episodi final es va emetre el 10 de maig de 2015.

## Argument
Emily Thorne (Emily VanCamp), que en realitat és Amanda Clarke, torna a The Hamptons per venjar-se de les persones que van causar la mort del seu pare, David Clarke, i que van destruir la seva família.
Quan Amanda era una nena, el seu pare va ser arrestat per uns càrrecs que no va cometre; va ser jutjat injustament i condemnat per traïció a la pàtria. Ell va morir a la presó.
La mateixa gent que va destruir el seu pare, es va assegurar que Amanda acabés en un centre de detenció juvenil. Quan tenia 18 anys, va ser alliberada i va heretar les riqueses del seu pare.
Ella va canviar el seu nom pel de Emily Thorne i va decidir venjar-se dels responsables de la caiguda del seu pare.

## Equip
Equip principal:
- Madeleine Stowe com Victoria Grayson. Sovint anomenada la Reina dels Hamptons; glamurosa matriarca de la família Grayson, mare de Daniel i Charlotte, casada amb Conrad Grayson però profundament enamorada de David Clarke, pare d'Amanda.

Charlotte va néixer com a resultat de la seva aventura amorosa amb David abans que es veiés forçada a trair i a ajudar a Conrad i Frank a incriminar al seu amat per un crim de Conrad. Per això, Victòria és l'enemic més gran de Emily però, tot i no conèixer la veritable identitat d'Emily, mai confia completament en ella; creu que alguna cosa no encaixa en la jove i perfecta Emily Thorne. Victòria es mostra freda, manipuladora i emocionalment distant amb els altres, però en privat, demostra que és a causa de la culpabilitat que encara pateix pel que li va fer a David, i pel seu propi desig de protegir la seva família.
- Emily VanCamp com Amanda Clarke / Emily Thorne. Nascuda com Amanda Clarke, torna a The Hamptons amb una nova identitat: Emily Thorne, una jove adinerada dedicada a obres de caritat. Emily és extremadament intel·ligent i dedicada a netejar el nom del seu pare i enfonsar a la persones responsables de la seva ruïna. Amb el pas del temps, Emily es troba amb diversos esdeveniments inesperats, especialment, quan descobreix que na Charlotte Grayson, és la seva germana (com a resultat de l'aventura amorosa del seu pare amb Victòria). Ella desitja protegir a na Charlotte, però, mentres segueix mantenint la seva veritable identitat i conspirant secrets. Es compromet amb Daniel Grayson per qui comença a sentir afecte. Emily Alyn Lind interpreta el paper de la petita Amanda Clarke.

- Henry Czerny com Conrad Grayson. Marit de Victoria, pare de Daniel Grayson i pare legal de Charlotte. És l'actual director general de la companyia Grayson Global, a més de ser l'anterior cap de David Clarke. Ell estava embolicat en una aventura amorosa amb l'antiga millor amiga de Victòria, Lydia Davis. Conrad és el veritable responsable de l'infame accident d'avió pel qual van condemnar a David Clarke al finançar-lo(després de treballar amb Frank i una indisposada Victòria per tal d'incriminar a Clarke). L'últim objectiu d'Emily en la seva infiltració de la família Grayson, és tenir accés als arxius d'en Conrad, on segueixen quedant restes de les proves d'innocència de David Clarke per així, revelar totes les accions d'en Conrad.

- Ashley Madekwe com Ashley Davenport. Aparent millor amiga d'Emily i planificadora de les festes de Victòria. Treballa com a portaveu de la família Grayson. Anteriorment va sortir amb Tyler Barrol.

- Nick Wechsler com Jack Porter. Germà i tutor legal (després de la mort del seu pare) de Declan Porter.

És l'amic de la infància de na Emily. Es converteix en el nuvi de la real Emily Thorne (que fingeix ser Amanda Clarke).
- Joshua Bowman com Daniel Grayson. Fill de Victòria i Conrad, germanastre de Charlotte, que aviat cau profundament enamorat d'Emily, i més tard compromet amb ella. A prop del final de la primera temporada, és incriminat per Satoshi Takeda en l'assassinat de Tyler perquè Emily es pugui centrar en el seu pla de venjança. Daniel comença a desconfiar de na Emily en el moment en què en Tyler li mostra una fotografia dels empleats de Grayson Global.

- Connor Paolo com Declan Porter. Germà de Jack Porter i actual nuvi de na Charlotte Grayson.

- Christa B. Allen com Charlotte Grayson. Filla adolescent de na Victòria Grayson i d'en David Clarke, germanastra de Daniel i Amanda Clarke, i núvia de Declan Porter. Charlotte. Malgrat la seva riquesa, ha hagut d'aguantar els anys de distància emocional per part de na Victòria (sense saber que això era a causa del fet que na Victòria recordava a en Clarke sempre que estava prop d'ella). Igual que na Emily, Charlotte és molt intel·ligent, amb un rendiment acadèmic excepcional a l'escola. Charlotte veu a na Emily com una figura fraternal (que, tècnicament ho és, encara que sigui inconscient d'això també). La situació de Charlotte a casa arriba a un punt inestable quan revelen que David Clarke és el seu veritable pare, un descobriment que destrueix la relació amb la seva mare.

## Altres protagonistes secundaris
- James Tupper com David Clarke. Difunt pare d'Amanda i Charlotte, que va tenir una aventura amb Victòria. Clarke era un home bo i generós, reeixit executiu d'en Grayson Global i molt unit a la seva filla Amanda. Conrad, Frank i Victòria, a més d'altres aparents amics i col·legues en qui ell confiava, li van parar una trampa com a responsable de finançar el terrorisme portant-lo a l'arrest i a la cadena perpètua amb càrrecs de terrorista i assassí.

Més tard és apunyalat i assassinat mentre estava a la presó. La majoria recorda a n'en Clarke com un dels homes més odiats a Amèrica; un punt de vista que Emily està disposada a canviar i a revelar la veritat respecte a la conspiració que li va incriminar. Ell apareix solament en records.
- Margarita Levieva com Amanda Clarke / Emily Thorne. Nascuda com Emily Thorne, es va fer amiga de l'Amanda al centre de detecció juvenil i van acordar intercanviar les identitats.

L'última vegada que va ser vista, estava allunyant-se de la platja amb en Satoshi Takeda, cap a una destinació desconeguda.
- Amber Valletta com Lydia Davis. Antiga millor amiga de Victòria, amant de Conrad i antiga secretària d'en David Clarke. És la primera persona de la qual Emily decideix venjar-se. Lydia, acaba caient des del terrat després d'un forcejament amb en Frank i després, passa un temps a casa de na Victòria recuperant-se. Després d'una temporada, tornarà en l'episodi 20 de la sèrie, en el qual només apareix en records.

- Ashton Holmes com Tyler Barrol. Se suposa que és un bon amic i company d'habitació d'en Daniel a la Universitat Harvard; arriba als Hamptons per aconseguir un lloc en la companyia d'en Grayson Global.

En Tyler, és qui descobreix tot els plans secrets de na Emily; segresta a n'Amanda i intenta revelar durant la festa de compromís tot el que sap sobre aquesta. Quan els seus plans es desbaraten, amenaça a n'en Daniel a punta de pistola, preparat per dir-li tot el que sap sobre Emily.
Però després és assassinat per Satoshi Takeda durant una recepció del compromís d'en Daniel i na Emily.
- Max Martini com Frank Stevens. El cap de seguretat dels Grayson, que va treballar al costat d'en Conrad per incriminar a n'en David Clarke per finançar el terrorisme i després coaccionar a na Victòria perquè aquesta, doni suport a la seva versió dels fets. Frank estava enamorat de na Victòria i al final, això combinat amb la pèrdua de la confiança d'en Conrad, causa que aquest li acomiadi. Frank els va intentar explicar la trama d'Emily per recuperar el favor dels Grayson, però abans que pogués revelar els seus descobriments, és assassinat per la real Emily Thorne.

- Jamal Duff com Ed És el guardaespatlles que en Nolan va contractar després de ser amenaçat per en Frank.

- Hiroyuki Sanada com Satoshi Takeda. Poderós director general al Japó i mentor d'Emily en la seva recerca de venjança. Takeda és el responsable d'assassinar n'en Tyler i de vincular a n'en Daniel i a en Jack (els dos homes a qui la veritable Amanda estima), al crim perquè aquesta pugui centrar-se en el seu pla de venjança.

- William Devane com Edward Grayson. Director del Consell de Grayson Global, anteriorment fundador i original director general de la companyia. Pare de Conrad; es dedica a protegir la reputació i el prestigi de l'imperi i del seu cognom.

- CCH Pounder com Sharon Stiles. Antiga rectora de la detenció juvenil d'Emily. Més tard es mostra estar treballant amb Emily en els seus plans.

- James McCaffrey com Ryan Huntley. Advocat de na Victòria en el seu divorci amb en Conrad, que el va ajudar en diverses accions il·legals per minar la posició d'e Conrad en l'acord de divorci. Ell també va ser l'advocat defensor d'en David Clarke.

Al principi apareix com un possible objectiu d'Emily, però més tard es mostra estar treballant amb Emily, creient tot el temps que David era innocent.
- Merrin Dungey com Barbara Snow. Advocada d'en Conrad en el seu divorci amb Victoria.

- Derek Ray com Lee. Un sequaç de na Victòria que ella empra per recuperar les cintes d'en Mason Treadwell que contenien l'entrevista de n'Amanda, i encara que ell aconsegueix aconseguir-les, es veu forçat a atacar a n'en Jack. Victòria l'empra més tard per efectuar un atac a n'en Daniel a la presó per convèncer la Jutgessa Elizabeth Hawthorne que pugui pagar la fiança.

Després Emily es reuneix amb ell en un bar disfressada, recull les proves del seu treball per als Grayson, i després l'ataca brutalment en represàlia per les seves agressions a n'en Daniel i Jack.
- Courtney B. Vance com Benjamin Brooks. Advocat contractat per defensar a n'en Daniel en el cas de l'assassinat d'en Taylor Barrol.

- James Purefoy com Dominik Wright. Un pintor i antic amor de na Victòria. La parella revifa la seva relació durant el judici contra en Daniel.

- Roger Bart com Leo "Mason" Treadwell. Un famós escriptor que va entrevistar a na Emily quan era petita i al qual els Grayson van pagar per dir mentides en el seu llibre sobre en David Clarke.

Després que Treadwell ressorgeixi de nou, Emily entra a la seva casa, roba les cintes de l'entrevista amb en David Clarke i la seva pròpia, i després incendia la casa. Durant el judici de Daniel, Mason escriu un blog que Emily manipula per escriure que Amanda era l'assassina d'en Tyler.
- Veronica Cartwright com Elizabeth Hawthorne. La jutge del judici d'en Daniel, que li nega la fiança fins que és atacat a la presó.
- Robbie Amell com Adam Connor. L'ex-nuvi infidel de na Charlot, amb el qual ella acaba la seva relació perquè s'enamora d'en Declan.
- Cassius Willis com Robert Gunther. Detectiu de policia de Los Hamptons que investiga el segrest de la Dra Michelle Banks, i els assassinats d'en Frank i Tyler.